# STVR Šport
STVR Šport (:ŠPORT) je třetí televizní stanice veřejnoprávní společnosti Slovenská televize a rozhlas.
Ke spuštění televizní stanice došlo 20. prosince 2021. Stanice vysílá 24 hodin denně, zaměřuje se na především na sport, přímé přenosy, sportovní zpravodajství, magazíny o zdravém životním stylu i archivní záznamy. Díky spuštění stanice dostal více prostoru na obrazovkách STVR také regionální spor, jednou z priorit nového kanálu je podpora a motivace všech věkových kategorií ke zdravému životnímu stylu.
Stanici bylo možné naladit od 16. prosince, vysílání bylo spuštěno 20. prosince v 17:00. Prvním programem byla otevírací beseda, po které v 17:30 následoval dokument s názvem Ako sta stavia sen, který zachycoval postup, jak stanice vznikala.

## Významné sportovní přenosy
- Zimní olympijské hry
- MS v hokeji
- Tour de France
- MS ve fotbale

- Světový pohár v alpském lyžování
- Světový pohár v biatlonu
- WTA Tour
- NHL
- UFC
- Evropská liga UEFA
- Evropská konferenční liga UEFA
- Liga národů UEFA
- Tipos extraliga
- MS do 20 let